# La mazzetta (film)
La mazzetta è un film del 1978 diretto da Sergio Corbucci, tratto dall'omonimo romanzo di Attilio Veraldi.
La pellicola, in maniera comica e poliziesca, offre un ritratto della società di Napoli degli anni settanta e specialmente con l'interpretazione di Ugo Tognazzi, il regista intende sottolineare in che modo la giustizia sia impotente a causa della corruzione dei suoi amministranti da parte della Camorra.

## Trama
Napoli. Sasà Jovine è uno squattrinato traffichino che vive spacciandosi per avvocato e all'occorrenza anche per detective. Un giorno gli capita un'occasione per fare dei soldi: don Michele Miletti, un losco imprenditore, gli chiede di ritrovare sua figlia Giulia, scomparsa da qualche giorno. In realtà, la sua maggiore preoccupazione è quella di salvaguardare la sua situazione legale, e per questo motivo promette una sostanziosa mazzetta a Sasà a patto che lui faccia sparire dei documenti, che Giulia ha con sé, che potrebbero comprometterlo.

La celebre scena della tortura a base di spaghetti al nero di polpo

Sasà, pensando solo ai soldi, si mette all'opera indagando sul caso e quasi subito scopre i cadaveri della moglie di Miletti e del fidanzato di Giulia, uccisi misteriosamente. Inoltre Jovine si imbatte in un altro personaggio, concorrente di Miletti, don Nicola Casali, che intende mettere le mani sui documenti richiesti da Miletti. Casali è un uomo senza scrupoli, determinato ad ottenere quel che vuole e, con l'aiuto di alcuni scagnozzi al suo servizio, minaccia di morte Jovine ma, allo stesso tempo, gli promette anch'egli un'ulteriore mazzetta se gli verranno consegnati proprio quei documenti che Miletti vuole. Sasà non sa più che fare, ed a complicare le cose ci si mette anche l'intervento del commissario Assenza, che sta indagando sui delitti. Questi è un uomo onesto ma comprensivo, che si rende subito conto della buonafede di Sasà e del fatto che si trova tra l'incudine ed il martello, ma comunque non molla la presa e lo pedina in segreto. Sasà continua le sue ricerche e riesce a rintracciare Giulia, che però non vuole proprio saperne di consegnare i documenti e tornare a casa, perché consapevole che al padre poco o nulla importa di lei. Per giunta, la ragazza è anche incinta del suo fidanzato ucciso.
Sasà, tuttavia, non demorde e prosegue le sue indagini, scoprendo un intrigo che fa da corollario all'intera vicenda, che non sfugge nemmeno al commissario Assenza. Sasà ha anche paura di rimetterci la pelle nei vari scontri che si stanno nel frattempo verificando fra i contendenti, ed anche la sua fidanzata Luisella, amica di Giulia e ignara di tutto, non è al sicuro. Tuttavia, Sasà riesce a guadagnarsi la fiducia di Giulia salvandola quasi per caso dagli scagnozzi di Casali, ma non riesce a convincerla a far ritorno a casa, neppure dopo averle fatto sapere che il padre, frattanto, è ricoverato in ospedale in seguito a un attentato ordito proprio da Casali; Giulia, alla fine, decide di andare a vivere con una sua vecchia tata in un paesino del Lazio, per crescere in pace il figlio che sta per nascere.
Sasà intanto scopre un altro cadavere: si tratta di un'ex moglie di Miletti, uccisa anch'essa, nella cui casa erano custoditi i famosi documenti che l'assassino non è però riuscito a trovare, e di cui finalmente egli entra in possesso. In questo frangente, però, grazie ad una traccia incautamente lasciata sulla scena del delitto, scopre che il mandante degli omicidi è proprio don Michele Miletti, e l'ex moglie altri non era che la madre di Pino, il fidanzato di Giulia, suo figlio illegittimo, che aveva anche un'altra relazione con l'altra moglie di Miletti, uccisa con lui. Sasà fa quindi ritorno a Napoli e, raggiunto Don Michele in ospedale, gli rinfaccia tutta la verità ed è intenzionato a presentarsi alla polizia.
Proprio in quel momento si presenta il killer al servizio di Miletti che sta per uccidere Sasà, ma viene a sua volta freddato da Marullo, il silente contabile di Miletti nonché fratello della prima moglie, e che fino a quel momento era rimasto al servizio di don Michele soltanto per mantenere in segreto la sorella ed il figlio illegittimo di lei. Lo stesso Marullo, accecato dal dolore dopo aver appreso dell'assassinio della sorella, non esita a farsi giustizia da solo uccidendo a sua volta Miletti restando poi seduto accanto al suo cadavere in attesa dell'arrivo della polizia.
Alla fine Sasà si incontra con il commissario Assenza al quale vorrebbe consegnare i documenti, che però ora non servono più a nulla: il commissario è stato dispensato dalle indagini in quanto stava per scoprire un sottobosco di corruzione e di tangenti che coinvolgeva diversi personaggi in alto loco - che hanno ovviamente insabbiato il tutto - e Casali ha anche preso praticamente il posto di Miletti in tutti i suoi loschi traffici. Serenamente, Sasà e Assenza ritornano alla loro vita di tutti i giorni.

## Distribuzione
Distribuito nei cinema italiani il 17 marzo 1978, il giorno dopo il rapimento di Aldo Moro e la relativa strage di via Fani.

## Accoglienza

### Critica
Il Mereghetti assegna due stellette al film scrivendo: «Liberamente tratto dal romanzo omonimo di Attilio Veraldi, un capostipite del giallo alla napoletana, [il film] inanella bozzetti e figurine facendo l'elogio dell'arte di arrangiarsi. Celebre la scena della tortura a base di spaghetti con le seppie. Chiassoso, comunque, e banale.»

## Progetto di un sequel
A seguito del successo commerciale riscosso dalla pellicola fu pianificato di girare un adattamento cinematografico del secondo romanzo di Veraldi basato sul personaggio di Sasà Jovine, L'uomo di conseguenza (1978), ancora per la regia di Sergio Corbucci ma con Marcello Mastroianni al posto di Manfredi nel ruolo di Jovine. Dopo una serie di riunioni, Mastroianni declinò la proposta: Egli non era entusiasta di riprendere un personaggio già trasposto sullo schermo con successo da un altro attore (Nino Manfredi) e il copione del sequel includeva la tematica dell'incesto, un soggetto scabroso da lui trattato nello stesso anno nel film Così come sei. La produzione allora decise di impiegare Mastroianni in un film dall'ambientazione simile a La mazzetta ma non basato sul libro di Veraldi, Giallo napoletano. Il seguito del film La mazzetta non venne mai realizzato.